# Take Off Your Pants and Jacket
Take Off Your Pants and Jacket è il quarto album in studio del gruppo musicale pop punk statunitense blink-182, pubblicato il 12 giugno 2001 dalla MCA Records.
Da esso sono stati estratti i singoli di successo The Rock Show, Stay Together for the Kids e First Date, apparsi nella raccolta Greatest Hits. L'album ha venduto, approssimativamente, 4 milioni e mezzo di copie in tutto il mondo, di cui solo 350.000 nella prima settimana dalla pubblicazione, ottenendo due dischi di platino negli Stati Uniti d'America.
Il titolo è giocato su un doppio senso derivante dalla pronuncia statunitense di «jacket» («giacca»), che essendo simile a quella di «jack it» («masturbarsi»), porta a potere interpretare il titolo come un invito a togliersi i pantaloni e masturbarsi.

## Edizioni
L'album è stato pubblicato in tre differenti versioni ( Red Plane Version, Green Jacket version, Yellow Pants version ) a tiratura limitata e in una versione "standard". Le tre edizioni speciali, contraddistinte dalle differenti stampe sui CD e pubblicate in confezione Digipack, contenevano due tracce bonus ciascuna. È stata inoltre pubblicata una versione in vinile a tiratura limitata.

## Tracce
1. Anthem Part Two – 3:48
2. Online Songs – 2:25
3. First Date – 2:51
4. Happy Holidays, You Bastard – 0:42
5. Story of a Lonely Guy – 3:40
6. The Rock Show – 2:51
7. Stay Together for the Kids – 3:59
8. Roller Coaster – 2:48
9. Reckless Abandon – 3:06
10. Everytime I Look for You – 3:05
11. Give Me One Good Reason – 3:18
12. Shut Up – 3:20
13. Please Take Me Home – 3:04

Bonus-track edizioni Plane, Pants, Jacket
- "Versione rossa" (Plane Version):

1. Time to Break Up – 3:05
2. Mother's Day – 1:37

- "Versione gialla" (Pants Version):

1. What Went Wrong? – 3:13
2. Fuck a Dog – 1:27

- "Versione verde" (Jacket Version):

1. Don't Tell Me It's Over – 2:33
2. When You Fucked Grandpa – 1:39

## Singoli
- The Rock Show (25 giugno 2001)
- First Date (24 settembre 2001)
- Stay Together for the Kids (4 febbraio 2002)

The Rock Show parla di due fidanzati che si sono conosciuti ad un concerto rock. Non è chiaro se parli di un'esperienza effettivamente vissuta da un membro della band o se sia frutto di fantasia.
Anthem Part Two non è stato pubblicato come gli altri singoli ufficiali: il video è semplicemente una registrazione della canzone suonata live a Chicago; la sua diffusione televisiva è stata nettamente minore degli altri singoli. La canzone vorrebbe essere una sorta di proseguimento dell'ultima traccia dell'album precedente ("Enema of the State") intitolata appunto Anthem, anche se non è chiaramente ravvisabile un collegamento tra le tematiche dei due brani.
Il testo parla del disagio giovanile nei confronti di chi detiene il potere politico e del controllo sociale e della rabbia che gli adolescenti provano nei loro confronti, ai quali i giovani danno la colpa di ciò che è sbagliato nel mondo oggigiorno.
Il testo di Stay Together for the Kids ("Stare insieme per i ragazzi"), il terzo singolo tratto dall'album, è stato scritto da Tom DeLonge, chitarrista della band, e tratta del divorzio, una tematica a lui cara. Il pezzo è fortemente caratterizzato dalla brusca contrapposizione fra momenti introspettivi e di malinconiche riflessioni cantati da Mark Hoppus nelle strofe, ed il ritornello infuocato, pieno di rabbia cantato da Tom. Questo singolo, come in precedenza Adam's Song, mette in luce la capacità dei blink-182 di scrivere non solo canzoni dai testi frivoli e spensierati, ma anche seri, cupi o impegnati.

## Formazione
Blink-182
- Tom DeLonge – chitarra, voce
- Mark Hoppus – basso, voce
- Travis Barker – batteria, percussioni

Altri musicisti
- Robert Joseph Manning Jr. – tastiera

## Classifiche
| Classifica (2001) | Posizione massima |
| ----------------- | ----------------- |
| Canada            | 1                 |
| Stati Uniti       | 1                 |